# تجمع لجب (المحفد)

تعديل مصدري - تعديل

تجمع لجب هو "تجمع بدوي" في  عزلة المحفد بمديرية المحفد التابعة لمحافظة أبين، بلغ تعداد سكانها 73 نسمة حسب تعداد اليمن لعام 2004.